# TLC: Tables, Ladders & Chairs (2018)
TLC: Tables, Ladders & Chairs (2018) — щорічне pay-per-view шоу «TLC», що проводиться федерацією реслінгу WWE, в якому брали участь бійці Raw, SmackDown та бренду 205 Live. Концепція шоу полягає в використанні столів, сходів і стільців під час поєдинків. PPV відбулося 17 грудня 2018 року у Ес-Ей-Пі Центрі в місті Сан-Хосе, Каліфорнія, США. Це було 10-те шоу в історії «TLC». Дванадцять матчів відбулися під час шоу та два з них перед показом.

## Матчі
| №                                | Матч                                                                                   | Тип матча                                                                        | Час   |
| -------------------------------- | -------------------------------------------------------------------------------------- | -------------------------------------------------------------------------------- | ----- |
| Kick off                         | Бадді Мерфі (с) переміг Седріка Александра                                             | Одиночний матч за титул чемпіона WWE у напівважкій вазі                          | 10:35 |
| Kick off                         | Елаяс переміг Боббі Лешлі (з Ліо Рашем)                                                | Матч з драбинами                                                                 | 6:20  |
| 1                                | Кармелла та Ар-Трус перемогли Аліcія Фокс та Джиндера Махала                           | Змішаний матч                                                                    | 5:50  |
| 2                                | Сезаро та Шеймус (c) перемогли The New Day (Кофі Кінгстон та Ксав’єр Вудс) та The Usos | Командний матч потрійної загрози за командне чемпіонство WWE                     | 12:15 |
| 3                                | Браун Строуман переміг Барона Корбіна                                                  | Матч зі столами, драбинами та стільцями                                          | 16:00 |
| 4                                | Наталя перемогла Рубі Райот (з Лів Морган і Сарою Логан)                               | Матч зі столами                                                                  | 12:40 |
| 5                                | Фінн Балор переміг Дрю МакІнтайра                                                      | Одиночний матч                                                                   | 12:20 |
| 6                                | Рей Містеріо переміг Ренді Ортона                                                      | Матч зі стільцями                                                                | 11:30 |
| 7                                | Ронда Роузі (с) перемогла Ная Джекс (з Таміною) підкоренням                            | Одиночний матч за Чемпіонство Raw WWE серед жінок                                | 10:50 |
| 8                                | Денієл Браян (с) переміг Ей Джей Стайлза                                               | Одиночний матч за Чемпіонство WWE                                                | 23:55 |
| 9                                | Дін Емброус переміг Сета Ролінса (c)                                                   | Одиночний матч за Інтерконтинентальне чемпіонство WWE                            | 23:00 |
| 10                               | Аска перемогла Беккі Лінч (с) і Шарлотту Флер                                          | Матч зі столами, драбинами та стільцями за Чемпіонство SmackDown WWE серед жінок | 21:45 |
| (c) — чемпіон на момент поєдинку |                                                                                        |                                                                                  |       |